# ماریو پولیس
ماریو پولیس (انگلیسی: Mario Pugliese؛ زادهٔ ۲۶ مارس ۱۹۹۶) بازیکن فوتبال اهل ایتالیا است.
از باشگاه‌هایی که در آن بازی کرده‌است می‌توان به باشگاه فوتبال کارپی، باشگاه فوتبال آتالانتا، باشگاه فوتبال پرو ورچلی، و باشگاه فوتبال اتلتیکو آرتزو اشاره کرد.
وی همچنین در تیم‌های ملی فوتبال زیر ۱۶ سال ایتالیا، زیر ۱۷ سال ایتالیا، زیر ۱۸ سال ایتالیا، و زیر ۱۹ سال ایتالیا بازی کرده‌است.